# East Witton
Witton del Este (East Witton en inglés) es un pueblo y parroquia civil en Wensleydale en North Yorkshire, Inglaterra.  Se ubica al este de Leyburn, en el distrito de Richmondshire. Richard Whiteley fue sepultado aquí; él y su compañera, Kathryn Apanowicz, vivieron en el pueblo.
El pueblo se ubica en la entrada de Coverdale.  El río Cover y el río Ure se encuentran en el límite norte de la parroquia.  La parroquia también incluye la Abadía de Jervaulx, a 1,8 millas (2,9 km) al este del pueblo, y Braithwaite Hall, una casa señorial del siglo XVII propiedad del National Trust, a unos 2,9 km al oeste del pueblo.
La parte oeste de la parroquia está en el Yorkshire Dales National Park (parque nacional de Yorkshire Dales).  La mayor parte del área este está en la Nidderdale Area of Outstanding Natural Beauty (Área de Destacada Belleza Natural de Nidderdale).

## Historia
Originalmente, Witton del Este era conocido simplemente como Witton, y fue mencionado (como Witun) en el Libro Doomsday.  El nombre proviene del anglosajón, de widu y tūn, que significa "asentamiento de madera" ("wood settlement" en inglés), dando a entender un lugar donde se cortaba o trabajaba madera  Cerca del siglo XII el pueblo se comenzó a conocer como Witton del Este para distinguirlo de otro Witton, ahora conocido como Witton del Oeste (West Witton en inglés), a 5 millas (8 km) más al norte de Wensleydale.
El pueblo estaba originalmente situado a lo largo de lo que es ahora Lowthorpe (el cual lleva al lugar de la antigua iglesia, (St Martin in the Field).  Consiguió una acta constitutiva (y aparece en antiguos mapas de Ordnance Survey como East Witton Town) en 1307, y un mercado.  Durante la peste negra el mercado fue trasladado a Ulshaw Bridge, y cayó en desuso poco tiempo después. Un mercado fue mencionado otra vez en 1728, pero se extinguió posteriormente. El marqués de Ailesbury, dueño de la hacienda Jervaux, reconstruyó la mayor parte de Witton del Este a principios del siglo XIX, con las casas y los jardines en los mismos lugares donde se encontraban en 1627, según un viejo mapa patrimonial. En 1809 una iglesia fue construida cerca del camino en el nuevo lugar en el este del pueblo;  reemplazó la vieja iglesia St Martin, cuyo lugar está ahora cubierta por árboles y contiene la lápida de siameses.
Históricamente, la parroquia de Witton del Este fue dividida en las municipalidades de East Witton Within (Witton del Este Adentro) East Witton Town (Pueblo de Witton del Este) (el pueblo y Braithwaite) y East Witton Without (Witton del Este Sin) East Witton Out (Witton del Este Fuera) (que incluía Jervaulx Park, Witton Moor y Colsterdale). Los municipios se volvieron parroquias separadas en 1866. En 1886 Colsterdale fue transferida de East Witton Without a Healey with Sutton, y se volvió una parroquia aparte en 1894. Hasta 1934, la parroquia también compartía el inhabitado páramo de Masham con la antigua parroquia de Masham. En 1934 páramo fue dividido entre las parroquias de Colsterdale, Healey e Ilton cum Pott.
En 1974 las parroquias de East Witton Town e East Witton Out fueron transferidas al nuevo condado Yorkshire del Norte. En 2002 las dos parroquias fueron abolidas y combinadas para crear la nueva parroquia de Witton del Este.
La población de la parroquia durante el censo de 2001 era de 258 habitantes, cifra que había descendido a 246 habitantes al momento del censo de 2011. North Yorkshire County Council (Consejo del Condado de Yorkshire del Norte) estimó que la población era de 240 en 2015.

## Cultura popular
Witton del Este es presentado en la serie Británica de televisión All Creatures Great and Small (lit. «Todas las Criaturas Grandes y Pequeñas»), en el episodio "The Prodigal Returns" (lit. «Regresos Prodigos»), como el hogar de las dos Sra. Altons.